# Hinduisk kalender

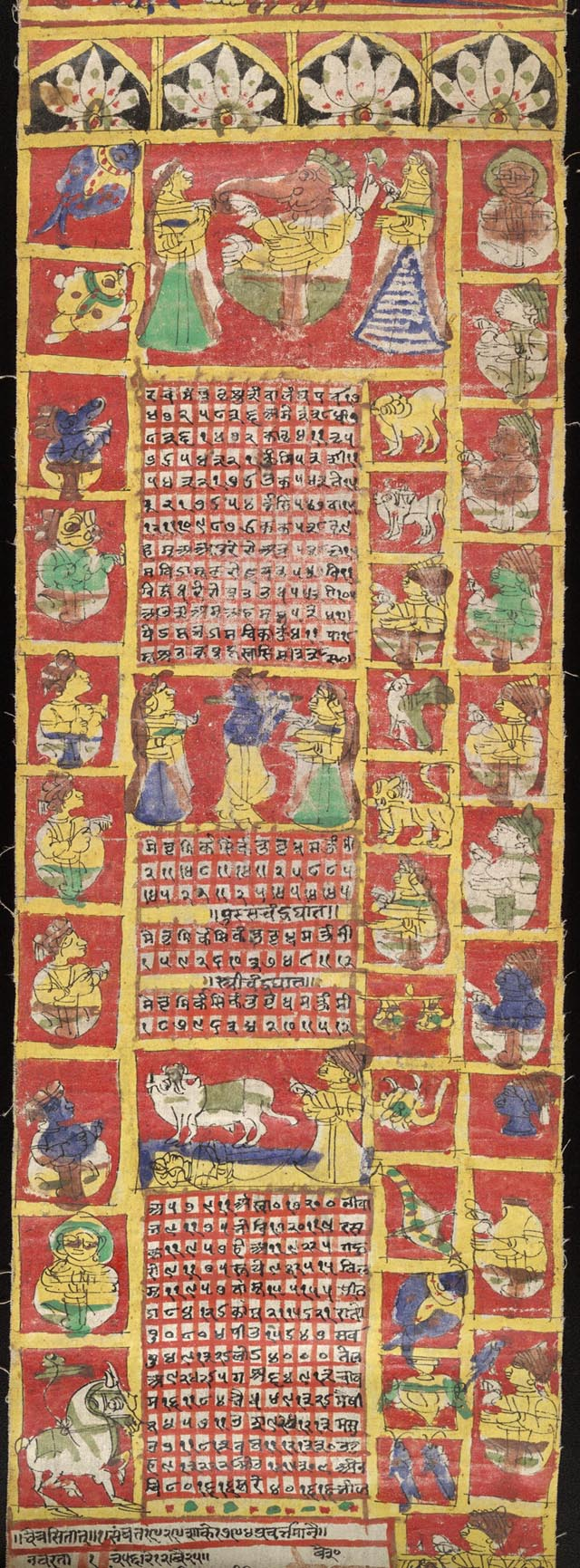
En sida från en hinduisk kalender 1871-72.

Hinduisk kalender är en kalender som används inom hinduismen och har funnits ända sedan  Vedaböckerna skrevs, men med olika tillägg och anpassningar. Det finns stora skillnader mellan olika lokala indiska hinduiska kalendrar. Den hinduiska kalendern ska inte förväxlas med den indiska nationella kalendern, Sakakalendern.
En ny dag i den hinduiska kalendern börjar med soluppgången. Hinduiska kalendern har ingen fast vilodag. 1957 beslutades att den officiella hinduiska kalendern är baserad på månen och solen, och den följs av både hinduer och sikher. Kalendern har 12 månader om 30 till 31 dagar. Månaderna är i sin tur uppdelade i två "paksha" med 15 dagar vardera. Vart tredje år är det skottår, och då sätts det in en extra månad. Religiösa fester infaller alltid på fullmåne, nymåne, eller på månens mörkaste tid. Kalendern har ingen fasta heliga dagar, eftersom varje gud har sin heliga dag. Normalt firas helgdagen som samma dag som den gud eller de gudar de är specifikt förknippade med. Hinduiska kalendern används för religiösa helgdagar, för dagligt bruk används den nationella kalendern. 

## Månader
| Hinduiska kalendern       | Hinduiska kalendern |
| ------------------------- | ------------------- |
| Månad                     | Dagar               |
| Chaitra (चैत्र, चैत)         | 30                  |
| Vaishākh (वैशाख, बैसाख)       | 31                  |
| Jyaistha (ज्येष्ठ, जेठ)       | 31                  |
| Āshādha (आषाढ, आषाढ़)        | 31                  |
| Shrāvana (श्रावण, सावन)      | 31                  |
| Bhadrapada (भाद्रपद, भादो)    | 31                  |
| Āshwin (आश्विन)             | 30                  |
| Karttika (कार्तिक)           | 30                  |
| Margasirsa (मार्गशीर्ष, अगहन) | 30                  |
| Paush (पौष)                | 30                  |
| Māgh (माघ)                 | 30                  |
| Phālgun (फाल्गुन)            | 30                  |